# ملاسالمي
ملاسالمي (بالفارسية: ملاسالمی) هي قرية تقع في قسم آبدان الريفي (مقاطعة دير) في إيران. يقدر عدد سكانها بـ 35 نسمة بحسب إحصاء 2016.